# Кастронуово-ді-Сант-Андреа
Кастронуово-ді-Сант-Андреа (італ. Castronuovo di Sant'Andrea) — муніципалітет в Італії, у регіоні Базиліката, провінція Потенца.
Кастронуово-ді-Сант-Андреа розташоване на відстані близько 370 км на південний схід від Рима, 60 км на південний схід від Потенци.
Населення — 1091 особа (2014).

## Демографія
Населення за роками:

Станом на 1 січня 2023 року в муніципалітеті офіційно проживало 29 іноземців з 8 країн, серед них 21 громадянин країн Євросоюзу.

## Сусідні муніципалітети
- Кальвера
- К'яромонте
- Рокканова
- Сан-Кірико-Рапаро
- Теана